# Імам аль-Гаді іля-ль-Хакк Яхая
Аль-Гаді іля-ль-Хакк Яхая (араб. الهادي الى الحق يحيى; англ. Al-Hadi ila'l-Haqq Yahya; 859, Медіна — † 19.08.911, Саада, Ємен) — релігійний і політичний лідер на Аравійському півострові наприкінці IX — на початку X століття. Він був першим зейдитським імамом, який правив над частиною Ємену в 897—911 роках. Він заснував династію ар-Рассі, яка правила в Ємені до 1962 року. Правова школа хадавія, яка виходить від імама аль-Гаді є авторитетною для зайдитів. До прийняття почесного імені аль-Гаді іля-ль-Хакк Яхая в 897 році, його звали Яхая бен аль-Хусейн бен аль-Касім ар-Рассі (Яхая, син Хусейна, онук Касіма, родом з ар-Рассі).

## Походження і школа
Яхая бен аль-Хусейн бен аль-Касім ар-Рассі народився в Медіні, будучи Сеїдом, який вів свій родовід від Хасана, сина Алі (Хасан бен Алі), а також непрямий онук Мохаммеда. Його дід аль-Касім ар-Рассі (помер в 860 році), який безуспішно намагався досягти політичного керівництва, володів майном близько від Мекки, в ар-Расс. Це місце походження дало назву династії ар-Рассі, заснованої Яхая. Аль-Касім ар-Рассі був головним організатором теології і юриспруденції шиїтського напрямку зейдитів, у чому також були послідовниками від Персії. Будучи Зейдитом родом від Зейда ібн Алі (помер в 740 році), другий син четвертого імама шиїтів Зейн аль-Абідін, Яхая бен аль -Хусейн бен аль-Касім ар-Рассі розробили теологію на основі вчення свого діда, але дав йому більш виражений шиїтський ухил. Його позиції були близькі до сучасної школи мутазилітів у Іраку, в яких виражені розумність і раціональнсть мислення. Що стосується імамату — він дотримувався принципу Джаруді й засудив перших двох халіфів, як узурпаторів.

## Поява в Ємені, проголошення і служба імамом
В 893 році Яхая бен аль-Хусейн бен аль-Касім ар-Рассі прийшов в Ємен з Хіджазу. Він намагається побудувати базу зейдитської влади в регіоні. Його метою було позбавити населення від поганих релігійних практик і довести вигоду власної версії ісламу. В цей час низовина Тіхама перебувала під владою династії Зіядідів (англ. Ziyadid dynasty) (819—1018), що спочатку керувала від імені аббасидських халіфів. У внутрішніх регіонах Ємену, в Санаа з 847 року домінувала місцева династія Яайфу (Banu Yu'fir). Яхая досяг аш-Шарафа, що знаходиться на деякій відстані від Санаа, але потім був змушений повернути назад, так як несподівано був досить холодно зустрінутий місцевими жителями. В 896 році деякі племінні вожді з Саада і округу Хаулан (Khwlan) запросили Яхая повернутися і примирити ворогуючі клани в Північному Ємені. В наступному 897 році він в черговий раз приїхав з Хіджазу зі своїм дядьком Мухаммедом і з іншими родичами. Він досяг Саада, де і був проголошений імамом. Новий імам прийняв почесне ім'я аль-Гаді іля-ль-Хакк Яхая. Джерела зображують Яхая надзвичайно розумним, фізично сильним і благочестивим. Новий правитель підкорив Наджран, створивши міцну базу серед племінних груп північного Ємену. Він прийняв велику обережність, щоб збирати податки згідно з релігійними писаннями, в той же час уникнути зловживань і довільного збору податків. Керуючий в Санаа Абул-Атахія (англ. Abu'l-Atahiyah) втомився від клану династії Яафіру (Яфуриди) і запросив в 899 році аль-Гаді іля-ль-Хакк Яхая, щоб панувати над містом, тим самим визнавши його статус імама. Аль-Гаді іля-ль-Хакк Яхая прибув в Санаа в 901 році. Він карбував монети і хутби читалися від його імені. Проте, боротьба незабаром спалахнула і Санаа швидко перейшла в руки правителя Абд аль-Кахіра династії Яайфу. Племінні прихильники хворого імама були ненадійними, і врешті-решт, Аль-Гаді іля-ль-Хакк Яхая залишив місто в 902 році напризволяще і був перенесений на ношах назад в Сааду. Нова експедиція проти Санаа наступного року привела до нових поразок, а імам Мухаммед бен Яхая, син аль-Гаді іля-ль-Хакк Яхая, був взятий у полон полководцем Яфуридів.

## Смерть
За іронією долі імам аль-Гаді іля-ль-Хакк Яхая в 906 році об'єднав зусилля з правителем Асадом династії Яайфу, в цілях протидії прихильникам Фатимидів (які пізніше правили Єгиптом). Новий альянс незабаром виявився крихким. Санаа була взята прихильником Фатимидів лідером Алі ібн аль-Фадль, який також домінував над Тіхамою і півднем. Алі ібн аль-Фадль незабаром відмовився не тільки від Фатимидів, але і від іслама. Зрештою, в 910 році, Яхая аль-Гаді вирішив встановити свою владу над Санаа ще раз. Він увійшов в місто без особливого опозиційного опору, але незабаром покинув його, залишивши династії Яфуридів. В наступному 911 році у імам аль-Гаді іля-ль-Хакк Яхая помер в Саада. За деякими даними, він був отруєний. Його могила знаходиться поруч з мечеттю аль-Гаді в Саада, яка названий на його честь і є одним з найстаріших будівель ісламського Ємену. Яхая аль-Гаді змінив його син Мухаммед аль-Муртада.

## Спадщина
Хоча аль-Гаді іля-ль-Хакк Ях'я не завжди був успішним правителем, він справив глибоке враження на племінні групи в єменському високогір'ї, успішно поширюючи зейдитську ідеологію ісламу — це фактично підтверджує, що Зейдити серйозно ставилися до запровадження ісламу в Ємені. Особисто у нього була сила, мужність і релігійні знання, які є передумовою для імамату. Він брав участь в 70 боях, і як повідомляється, був настільки сильним, що міг знищити печатку на монеті пальцями. Аль-Гаді іля-ль-Хакк Ях'я бачив себе реставратором мусульманських переконань, як видно з цитат із його проповідей: «Я відродив Книгу Бога після того, як вона загинула», або "Я відродив Книгу і Санна, які були відхилені ". Релігійні вчення Аль-Гаді багато в чому були суворі, дотримуючись заповідей школи ханафитів. Він прагнув до створення громади, де імам, як божественно призначений лідер, забезпечував духовний добробут народу. Наприклад, він вважав, що жінки повинні носити хіджаб, а солдат ділиться здобиччю відповідно до Корану. Він також намагався змусити зіммі з Наджрана продати назад землю, яку вони купили в ісламський період, але зрештою змінив це рішення. Віруючі Аль-Гаді в північних гірських районах не завжди були задоволені строгим кодексом поведінки, який імам намагався нав'язати їм. Ті, хто запросив його, очікували шанованого посередника в їх внутрішньоплемінних конфліктах, а не того, хто намагався реалізувати строгі ісламські заповіді. Тому життєвий шлях аль-Гаді (і його наступників) був турбулентним, так як він намагався дисциплінувати бунтівні і можливо гріховні суб'єкти.